# Estação La Aurora (SITVA)
A Estação La Aurora é uma das estações do Metrocable de Medellín, situada em Medellín, seguida da Estação Vallejuelos. Administrada pela Empresa de Transporte Masivo del Valle de Aburrá Limitada (ETMVA), é uma das estações terminais da Linha J.
Foi inaugurada em 3 de março de 2008. Localiza-se na Rua 64. Atende o bairro Santa Margarita, situado na comuna de Robledo.